# (100366) 1995 UZ39
(100366) 1995 UZ39 es un asteroide perteneciente al cinturón de asteroides, descubierto el 23 de octubre de 1995 por el equipo del Spacewatch desde el Observatorio Nacional de Kitt Peak, Arizona, Estados Unidos.

## Designación y nombre
Designado provisionalmente como 1995 UZ39.

## Características orbitales
1995 UZ39 está situado a una distancia media del Sol de 2,261 ua, pudiendo alejarse hasta 2,635 ua y acercarse hasta 1,887 ua. Su excentricidad es 0,165 y la inclinación orbital 3,750 grados. Emplea 1242 días en completar una órbita alrededor del Sol.

## Características físicas
La magnitud absoluta de 1995 UZ39 es 16,8.